# イブニング長崎
『イブニング長崎』（イブニングながさき）は、2014年3月31日から2023年3月31日までNHK長崎放送局で放送されたニュース情報番組。

## 概要
『見んと!長崎』の後継番組で2014年度開始。
2022年度から週末・祝日夕方6時の県域放送が4年ぶりに復活し、『イブ長チャレンジ』のタイトルで18:45 - 18:59に放送。

## 番組の終焉
2023年3月31日をもって放送終了し、9年の歴史に幕を閉じた。2023年度からは新番組『ぎゅっと!長崎』を放送。

## 出演者
- 木花牧雄（NHKアナウンサー）メインキャスター
- 嶋田ココ（NHKアナウンサー）サブキャスター 隔週交代
- 奥村奈央（NHK契約アナウンサー）サブキャスター 隔週交代
- 寺田美穂（NHK契約アナウンサー）スポーツキャスター
- 佐藤誠太（NHKアナウンサー）不定期 木花牧雄のキャスター代行
- 金澤利夫（NHKアナウンサー）不定期 木花牧雄のキャスター代行
- 野村優夫（NHKアナウンサー）不定期 木花牧雄のキャスター代行
- 池田耕一郎（NHKアナウンサー）不定期 木花牧雄のキャスター代行
- 斎藤綾乃（気象予報士）

## 放送時間
- 平日 18:20 - 19:00（2014年3月31日 - 2015年3月27日）
- 平日 18:10 - 19:00（2015年3月30日 - 2023年3月31日）
  - 17:57 - 18:00に『イブマエ天気長崎』と題したプレ番組を別途放送（ただし、大相撲期間中などで前枠の『ニュースLIVE! ゆう5時』『ニュース きん5時』が休止の場合は『イブマエ天気長崎』の放送は無い）。

※祝日・年末年始やオリンピック開催期間中の特別編成時は休止し、18:45（年末年始は18:50）から祝日（一部を除く）・オリンピック開催期間中の場合は『イブ長チャレンジ』を、一部の祝日・年末年始の場合は福岡からの九州沖縄のニュース・気象情報をそれぞれ放送。ただし、2017年12月25日から28日までと2018年5月1日・2日と同年8月13日から17日までと同年12月25日から28日までと2019年1月4日と同年8月13日から16日までと2020年8月11日から14日と同年8月17日から8月21日までと同年12月28日と2021年12月27日・28日と2022年8月12日と同年8月15日から19日までと同年12月26日・27日・28日は平日だが、本番組が休止になるため、18:45 - 19:00に『NHKニュースながさき』が放送された。また毎年8月9日が平日の場合は、長崎原爆の日特集のため、本番組が休止になる。

## 主なコーナー
- イブニングスポーツ
- そこが気になる
- 撮っておき!!
- CATV便り
- イブニングリポート
- 輝くひと
- 突撃!気になる現場
- 解き明かすロザリオの記憶
- ネットワーク長崎
- 食いち!
- 週末情報
- きょうの注目!
- 特集
- 天気あれこれ

## 過去の出演者
- 佐藤誠太（NHKアナウンサー）メインキャスター ※2度目のNHK長崎放送局勤務時も不定期で木花牧雄のキャスター代行を担当
- 渡辺健太（NHKアナウンサー）メインキャスター
- 坂上未樹（NHK契約アナウンサー）サブキャスター 隔週交代
- 三角朋子（NHK契約アナウンサー）サブキャスター 隔週交代
- 上野さくら（NHK契約アナウンサー）サブキャスター 隔週交代
- 上田悠華子（NHK契約アナウンサー）サブキャスター 隔週交代
- 奥村奈央（NHK契約アナウンサー）サブキャスター 隔週交代
- 辻原麻希（NHK契約アナウンサー）サブキャスター 隔週交代
- 山本美穂（NHK契約アナウンサー）不定期
- 佐藤恵 （NHK契約アナウンサー）佐世保支局キャスター
- 伊崎都子（NHK契約アナウンサー）佐世保支局キャスター
- 竹本有貴（NHK契約アナウンサー）佐世保支局キャスター
- 吉村史織（NHK契約アナウンサー）
- 森田哲意（NHKアナウンサー）不定期 渡辺健太のキャスター代行
- 三橋大樹（NHKアナウンサー）不定期 渡辺健太のキャスター代行
- 江原啓一郎（NHKアナウンサー）不定期 リポーター・渡辺健太のキャスター代行
- 片平和宏（NHKアナウンサー）不定期 リポーター・渡辺健太、木花牧雄のキャスター代行
- 黒氏康博（NHKアナウンサー）不定期 リポーター・渡辺健太、木花牧雄のキャスター代行
- 武田健太（NHKアナウンサー）不定期 リポーター・木花牧雄のキャスター代行
- 関根太朗（NHKアナウンサー）不定期 木花牧雄のキャスター代行
- 林田理沙（NHKアナウンサー）不定期 リポーター
- 松田貢児 （気象予報士）
- 米島渉（気象予報士）